# 第42屆金酸莓獎
第42屆金酸莓獎（英語：42nd Golden Raspberry Awards）是於2022年頒發給表現最差的電影工作者。初選名單於2022年2月7日公布。2022年3月26日在奧斯卡頒獎典禮前一天的傳統時段舉行。
今年推出了一個名為「布魯斯·威利2021年電影最差表演」的專設類別，其中提上威利從2021年起出演的所有八部電影。後來布魯斯·威利於2022年3月宣佈因失語症息影，引起輿論撻伐金酸莓獎特別設獎的做法，最終使得金酸莓獎在壓力之下撤回獎項。

## 獲獎者和提名者
| 最差影片 - 《黛安娜王妃：音樂劇》（Netflix版）－大衛·布萊恩、喬·迪皮特羅和法蘭克·馬歇爾 - 《無穹迴役》（派拉蒙+）－洛倫佐·迪·波納文圖拉、馬克·胡范、史蒂芬·李文森、馬克·瓦拉迪安、馬克·華伯格和約翰·扎奧齊尼 - 《凱倫》（箭袋發行公司）－瑪麗·阿洛伊、塞維爾·克雷斯波、寇克·丹尼爾斯、科里·哈德里克特和塔倫·曼寧 - 《怪物奇兵 全新世代》（華納兄弟）－馬維里克·卡特、瑞安·庫格勒、鄧肯·亨德森和勒布朗·詹姆斯 - 《窺探》（Netflix）－伊萊·布什、安東尼·卡塔加斯和斯科特·魯丁 | 最差導演 - 克里斯多福·阿什利－《黛安娜王妃：音樂劇》 - 史蒂芬·切波斯基－《親愛的艾文·漢森》 - 寇克·丹尼爾斯－《凱倫》 - 雷尼·哈林－《偷天俠盜團》 - 喬·萊特－《窺探》 |
| 最差男主角 - 勒布朗·詹姆斯－《怪物奇兵 全新世代》飾演他自己 - 史考特·伊斯威特－《危險境地》飾演狄倫·福雷斯特 - 羅·哈特蘭普－《黛安娜王妃：音樂劇》飾演查爾斯王子 - 本·普拉特－《親愛的艾文·漢森》飾演艾文·漢森 - 馬克·華伯格－《無穹迴役》飾演伊凡·麥考利／海因里希·崔德威（2020年） | 最差女主角 - 珍娜·德瓦爾－《黛安娜王妃：音樂劇》飾演黛安娜王妃 - 艾美·亞當斯－《窺探》飾演安娜·福克斯醫生 - 梅根·福克斯－《惡夜性追緝》飾演蕾貝卡·隆巴迪 - 塔琳·曼寧－《凱倫》飾演凱倫·德雷克斯勒 - 露比·蘿絲－《惡夜殺神》飾演維多利亞                                  |
| 最差男配角 - 傑瑞德·雷托－《Gucci：豪門謀殺案》飾演保羅·古馳 - 班·艾佛列克－《最後的決鬥》飾演皮耶爾·達朗松伯爵 - 尼克·卡农－《偷天俠盜團》飾演林格 - 梅爾·吉勃遜－《危險境地》飾演奧德伍德醫生 - 蓋瑞斯·基根－《黛安娜王妃：音樂劇》飾演肌肉發達的馴馬師詹姆斯·休伊特 | 最差女配角 - 茱蒂·凱－《黛安娜王妃：音樂劇》飾演伊丽莎白二世女王和芭芭拉·卡特蘭 - 艾美·亞當斯－《親愛的艾文·漢森》飾演辛西亞·墨菲 - 蘇菲·庫克森－《無穹迴役》飾演諾拉·布萊曼 - 艾琳·戴維－《黛安娜王妃：音樂劇》飾演卡蜜拉·帕克·鮑爾斯 - 塔琳·曼寧－《一個不留》飾演瑪姬 |
| 最差搭檔 - 勒布朗·詹姆斯和他運球過的華納卡通人物（或時代華納產品）－《怪物奇兵 全新世代》 - 所有笨拙的演員和蹩腳的抒情（或編排）－《黛安娜王妃：音樂劇》 - 傑瑞德·雷托和17磅重的乳膠臉、怪異的服裝或可笑的口音－《Gucci：豪門謀殺案》 - 本·普拉特和其他所有表現得像普拉特一樣全天候歌唱的正常角色－《親愛的艾文·漢森》 - 湯姆及傑利（又名癢癢鼠與抓抓貓）－《湯姆貓與傑利鼠》                                                                                               | 最差前傳、重拍、惡搞及續集電影 - 《怪物奇兵 全新世代》（華納兄弟） - 《凱倫》（箭袋發行公司，對《時尚惡女：庫伊拉》的無意重拍） - 《湯姆貓與傑利鼠》（華納兄弟） - 《偷天行動》（天空影院，對《雾都孤儿》的饒舌重拍） - 《窺探》（Netflix，對《後窗》的剽竊）            |
| 最差劇本 - 《黛安娜王妃：音樂劇》－喬·迪皮特羅（劇本）和大衛·布萊恩（音樂及歌詞） - 《凱倫》－寇克·丹尼爾斯（劇本） - 《偷天俠盜團》－羅伯特·漢尼（劇本和故事）和寇特·威默（劇本） - 《偷天行動》－莎莉·科萊和約翰·拉索爾（劇本）；湯姆·格拉斯、凱文·勒漢、麥可·林德利和馬修·帕克希爾（額外寫作，取自大衛·T·林區、凱斯·林區和賽門·湯姆斯的「原始創意」） - 《窺探》－特雷西·萊特（劇本，取自A·J·芬恩的小說）                                                                | 最佳贖莓獎 - 威爾·史密斯 - 《王者理查》 - 傑米·道南 - 《贝尔法斯特》 - 尼古拉斯·凯奇 - 《豬殺令》 |
| 布魯斯·威利2021年電影最差演出 - 《終極異噬界》飾演詹姆士·福特 - 《終極生存戰》飾演大衛 | |

## 批評
| The Razzie® Awards | Twitter的logo，一个风格化的小蓝鸟 |
| @RazzieAwards      | Twitter的logo，一个风格化的小蓝鸟 |

The Razzies are truly sorry for #BruceWillis diagnosed condition. Perhaps this explains why he wanted to go out with a bang in 2021.  Our best wishes to Bruce and family.
鑒於布魯斯·威利被診斷出疾病，金酸梅獎誠摯向他致歉。這或許解釋了他在2021年為什麼這麼拼命。僅此布魯斯及其家人致以誠摯的祝願。
2022年3月31日
第42屆金酸莓獎受外界批評冷落部分差評電影，如《男神養成記》和《雷霆女神》，反而提名資格不符的項目，如《最後的決鬥》的班·艾佛列克以及《Gucci：豪門謀殺案》的傑瑞德·雷托。反之，雷托入圍評論家選擇協會和美國演員工會獎的最佳男配角。《The Avocado》影評人尤其批評讓艾佛列克入圍，稱他在《最後的決鬥》中的表演足以列入「年度最佳」，並表示：「他對該角詮釋得當，這是不是很傻？當然。」同時也批評雷托的提名：「他也不配出現在這」，認為該演員在《Gucci：豪門謀殺案》「用腦袋瓜完美詮釋好可憐的小傻子。」本屆還因「最差搭檔」沒有明確的演員而受到批評。
2022年3月，布魯斯·威利宣佈因失語症正式息影後，金酸莓獎因設立「布魯斯·威利2021年電影最差演出」遭到輿論批評。主辦方一開始為該獎項辯護 ，其後改變口徑，宣佈取消該獎項，表示「如果有人因為自己的健康狀況拍電影，那麼我們承認給他們頒金酸莓獎不合適」。

## 多项提名及获奖电影
| 提名 | 電影                   |
| ---- | ---------------------- |
| 9    | 《黛安娜王妃：音樂劇》 |
| 5    | 《凱倫》               |
| 5    | 《窺探》               |
| 4    | 《親愛的艾文·漢森》    |
| 4    | 《怪物奇兵 全新世代》  |
| 3    | 《無穹迴役》           |
| 3    | 《偷天俠盜團》         |
| 2    | 《危險境地》           |
| 2    | 《Gucci：豪門謀殺案》  |
| 2    | 《惡夜性追緝》         |
| 2    | 《湯姆貓與傑利鼠》     |
| 2    | 《偷天行動》           |

| 获奖 | 電影                   |
| ---- | ---------------------- |
| 5    | 《黛安娜王妃：音樂劇》 |
| 3    | 《怪物奇兵 全新世代》  |

## 外部連結
- 官方网站